# Sametingswahl in Norwegen 2021
- Ap: 7
- NSR: 17
- Sp: 3
- Nkf: 9
- Fsl: 1
- Sfp: 1
- FrP: 1

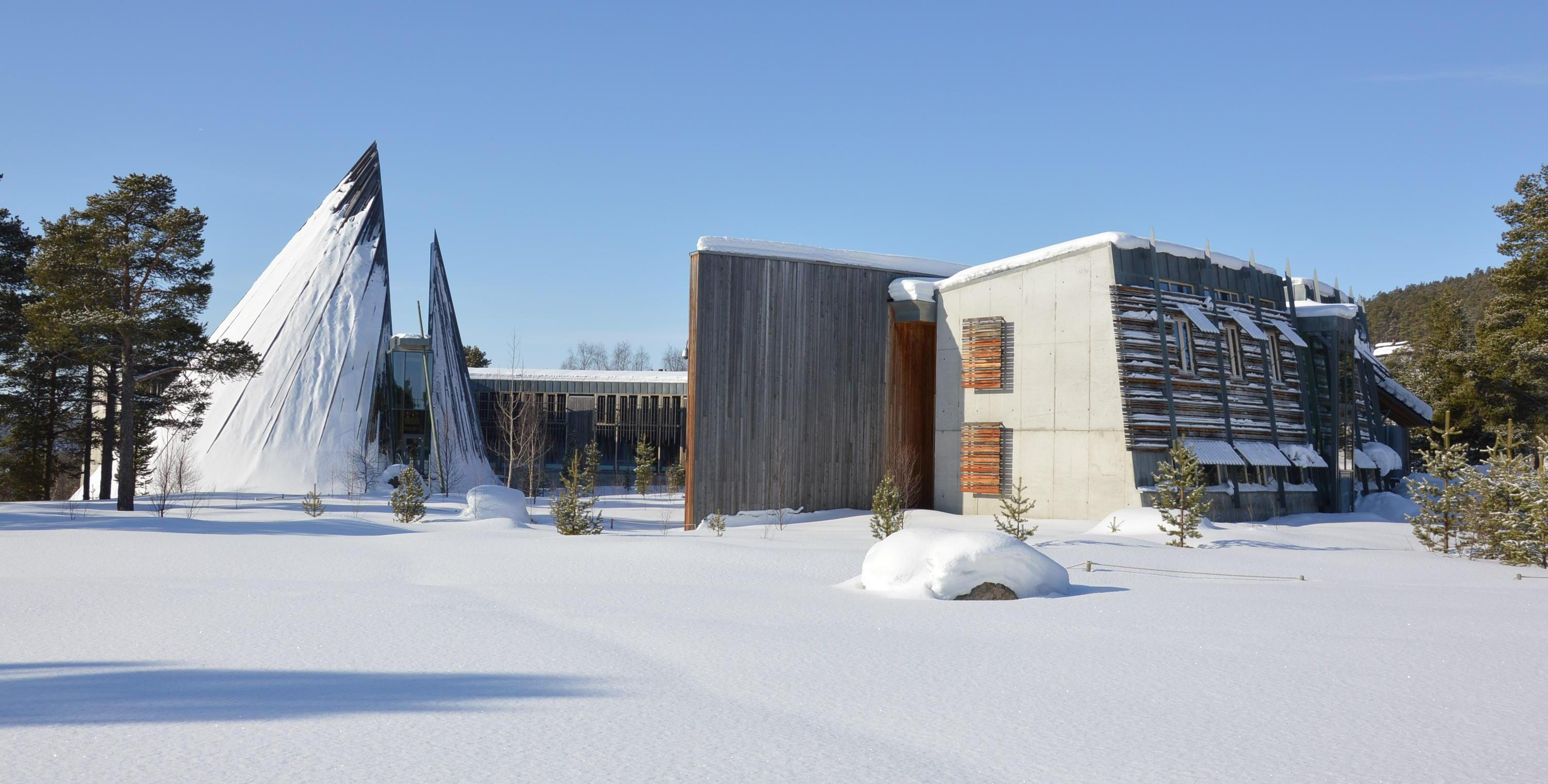
Sametingsgebäude in Karasjok

Die Sametingswahl 2021 in Norwegen fand parallel zur Stortingswahl 2021 am 13. September 2021 statt. Dabei wurden 39 Abgeordnete aus sieben Wahlkreisen in das norwegische Sameting gewählt.

## Wahlsystem

### Termin und Stimmabgabe
Sametingswahlen finden in Norwegen alle vier Jahre statt. Wahlberechtigt sind alle bis zum 30. Juni 2021 im Sametingets valgmanntall registrierten Samen. Am 6. März 2020 wurde bekannt gegeben, dass die Stortings- sowie die Sametingswahl auf Montag, den 13. September 2021, angesetzt werden. Die einzelnen Kommunalparlamente selbst durften entscheiden, ob zusätzlich auch am 12. September 2021, also am Sonntag, gewählt werden durfte. Eine vorzeitige Stimmabgabe ist für den Zeitraum von 10. August bis zum 10. September 2021 vorgesehen gewesen. Wie in den einzelnen Kommunen abgestimmt werden konnte, hing auch von der Anzahl der Wahlberechtigten ab. In Gemeinden mit weniger als 30 Wahlberechtigten musste die Wahl über eine vorzeitige Stimmabgabe geschehen.

### Wahlkreise

Karte der samischen Wahlkreise
Østre valgkrets
Ávjovári valgkrets
Nordre valgkrets
Gáisi valgkrets
Vesthavet valgkrets
Sørsamisk valgkrets
Sør-Norge valgkrets

Die Anzahl der Mandate, die in einen Wahlkreis fallen, wird anhand der Zahl der Wahlberechtigten in einem Wahlkreis berechnet. Grundlage für die Berechnung bildet die Anzahl der im Sametingets valgmanntall geführten Personen am 30. Juni des Jahres, in dem die letzte Kommunal- und Fylkestingswahl stattfand. Für die Berechnung für die Wahl 2021 wurde deshalb die Zahl der registrierten Samen am 30. Juni 2019 verwendet.
| Nummer | Wahlkreis                                                              | Mandate | Mandate |
| Nummer | Wahlkreis                                                              | 2017    | 2021    |
| ------ | ---------------------------------------------------------------------- | ------- | ------- |
| 1      | Østre valgkrets Nuortaguovllu válgabiire                               | 5       | 5       |
| 2      | Ávjovári valgkrets Ávjovári válgabiire                                 | 8       | 7       |
| 3      | Nordre valgkrets Davveguovllu válgabiire                               | 6       | 6       |
| 4      | Gáisi valgkrets Gáiseguovllu válgabiire                                | 5       | 6       |
| 5      | Vesthavet valgkrets Viestarmera válggabijrra, Viesttarmeara válgabiire | 5       | 5       |
| 6      | Sørsamisk valgkrets Åarjel-Saepmie veeljemegievlie                     | 4       | 4       |
| 7      | Sør-Norge valgkrets Lulli-Norgga válgabiire                            | 6       | 6       |
| –      | Norwegen                                                               | 39      | 39      |

## Wahllisten
Für die Wahl wurden insgesamt 58 Listen zugelassen. Im Wahlkreis Ávjovárri wurden zehn Listen zugelassen, im südsamischen Wahlkreis Sørsamisk valgkrets nur sechs. In allen Wahlkreisen treten die Parteien Arbeiderpartiet, Fremskrittspartiet, Høyre, Nordkalottfolket, Norske Samers Riksforbund und Senterpartiet an.
In der folgenden Tabelle ist markiert, in welchen Wahlkreisen die Parteien mit einer Liste antraten.
| Partei                            | Wahlkreis | Wahlkreis | Wahlkreis | Wahlkreis | Wahlkreis | Wahlkreis | Wahlkreis |
| Partei                            | 1         | 2         | 3         | 4         | 5         | 6         | 7         |
| --------------------------------- | --------- | --------- | --------- | --------- | --------- | --------- | --------- |
| Arbeiderpartiet                   | ja        | ja        | ja        | ja        | ja        | ja        | ja        |
| Árja                              | ja        | ja        | ja        | ja        | nein      | nein      | ja        |
| Ávjovári Dáloniid listu           | nein      | ja        | nein      | nein      | nein      | nein      | nein      |
| Ávjovári Johttisápmelaččaid listu | nein      | ja        | nein      | nein      | nein      | nein      | nein      |
| Fremskrittspartiet                | ja        | ja        | ja        | ja        | ja        | ja        | ja        |
| Høyre                             | ja        | ja        | ja        | ja        | ja        | ja        | ja        |
| Nordkalottfolket                  | ja        | ja        | ja        | ja        | ja        | ja        | ja        |
| Norske Samers Riksforbund         | ja        | ja        | ja        | ja        | ja        | ja        | ja        |
| Samefolkets parti                 | ja        | ja        | ja        | ja        | ja        | nein      | ja        |
| Samenes folkeforbund              | ja        | nein      | nein      | ja        | ja        | nein      | nein      |
| Senterpartiet                     | ja        | ja        | ja        | ja        | ja        | ja        | ja        |

## Ausgangslage

### Mandate
Nach der Sametingswahl 2017 verteilten sich die Mandate wie folgt:
| Partei                                                     | Mandate | +/- (2013) |
| ---------------------------------------------------------- | ------- | ---------- |
| Norske Samers Riksforbund (NSR)                            | 16      | ▲5         |
| Arbeiderpartiet (Ap)                                       | 9 a)    | ▼1         |
| Nordkalottfolket                                           | 3 b)    | ▬          |
| Norske samers riksforbund/Samefolkets parti                | 2       | ▬          |
| Senterpartiet (Sp)                                         | 2 a) b) | ▲2         |
| Árja                                                       | 1       | ▼3         |
| Fremskrittspartiet (FrP)                                   | 1       | ▼1         |
| Høyre                                                      | 1       | ▼1         |
| Guovdageainnu Dálon searvi                                 | 1       | ▲1         |
| Flyttsamelista (samisch Ávjovári Johttisápmelaččaid listu) | 1       | ▬          |
| Samefolkets Parti                                          | 1       | ▲1         |
| Åarjel-Saemiej-Gïelh                                       | 1       | ▼1         |
| Quelle: VALG 2017                                          |         |            |

Anmerkungen

### Sametingsråd
Nach der Wahl 2017 wurde Aili Keskitalo (NSR) zur Sametingspräsidentin gewählt. Neben Keskitalo wurden drei weitere NSR-Mitglieder sowie ein Senterpartiet-Politiker Teil des Sametingsråds. Dieser wird aus den Reihen der Sametingsabgeordneten gewählt. Die zu Grunde liegende Koalition besteht aus den Parteien NSR, Flyttsamelista, Senterpartiet und Åarjel-Saemiej Gïelh.
Im Juni 2020 gab Keskitalo bekannt, dass sie sich nicht einer erneuten Wiederwahl als Sametingspräsidentin stellen werde. Von der NSR wurde Silje Karine Muotka als Präsidentschaftskandidatin ausgewählt, Nordkalottfolket stellte Toril Bakken Kåven auf und die Arbeiderpartiet Ronny Wilhelmsen.

## Ergebnis
| Sametingswahl in Norwegen 2021                  | Sametingswahl in Norwegen 2021                                | Sametingswahl in Norwegen 2021 | Sametingswahl in Norwegen 2021 | Sametingswahl in Norwegen 2021 | Sametingswahl in Norwegen 2021 | Sametingswahl in Norwegen 2021 |
| Partei                                          | Partei                                                        | Stimmen                        | Stimmen                        | Stimmen                        | Sitze                          | Sitze                          |
| Partei                                          | Partei                                                        | Zahl                           | in %                           | +/- %                          | Zahl                           | +/-                            |
| ----------------------------------------------- | ------------------------------------------------------------- | ------------------------------ | ------------------------------ | ------------------------------ | ------------------------------ | ------------------------------ |
|                                                 | Norske Samers Riksforbund (NSR)                               | 4.414                          | 31,9                           | ▲3,8                           | 17                             | ▲1                             |
|                                                 | Nordkalottfolket (Nkf)                                        | 2.529                          | 18,3                           | ▲11,7                          | 9                              | ▲6                             |
|                                                 | Arbeiderpartiet (Ap)                                          | 2.081                          | 15.0                           | ▼2,0                           | 7                              | ▼2                             |
|                                                 | Senterpartiet (Sp)                                            | 1.326                          | 9,6                            | ▲2,0                           | 3                              | ▲1                             |
|                                                 | Samefolkets Parti (Sfp)                                       | 772                            | 5,6                            | ▲3,6                           | 1                              | ▬                              |
|                                                 | Árja                                                          | 738                            | 5,3                            | ▼2,4                           | 0                              | ▼1                             |
|                                                 | Fremskrittspartiet (FrP)                                      | 660                            | 4,8                            | ▼2,7                           | 1                              | ▬                              |
|                                                 | Høyre (H)                                                     | 596                            | 4,3                            | ▼2,1                           | 0                              | ▼1                             |
|                                                 | Ávjovári Johttisápmelaččaid listu (norwegisch Flyttsamelista) | 329                            | 2,4                            | ▲0,1                           | 1                              | ▬                              |
|                                                 | Samenes folkeforbund                                          | 200                            | 1,4                            | ▼0,3                           | 0                              | ▬                              |
|                                                 | Ávjovári Daloniid listu                                       | 189                            | 1,4                            | ▼0,1                           | 0                              | ▼1                             |
| Gültige Stimmen                                 | Gültige Stimmen                                               | 13.834                         | 100,0                          |                                | 39                             | ▬                              |
| Leere Stimmzettel                               | Leere Stimmzettel                                             | 250                            |                                |                                |                                |                                |
| Abgegebene Stimmen                              | Abgegebene Stimmen                                            | 14.084                         |                                |                                |                                |                                |
| Abgelehnte Stimmzettel                          | Abgelehnte Stimmzettel                                        | 46                             |                                |                                |                                |                                |
| Anzahl der Wahlberechtigten und Wahlbeteiligung | Anzahl der Wahlberechtigten und Wahlbeteiligung               | 20.543                         | 68,6 %                         | ▬                              |                                |                                |
| Quelle: VALG                                    |                                                               |                                |                                |                                |                                |                                |

## Nach der Wahl
Am 12. Oktober 2021 wurde bekannt, dass sich die Partei Norske Samers Riksforbund (NSR), Senterpartiet (Sp) und die Flyttsamelista darauf geeinigt hätten, dass Silje Karine Muotka vom NSR neue Sametingspräsidentin werden würde.